# Celine Michielsen
Celine Michielsen (* 22. Mai 1994 in Breda) ist eine ehemalige niederländische Handballspielerin, die zuletzt beim niederländischen Erstligisten HV Quintus unter Vertrag stand.

## Leben
Celine Michielsen entstammt einer handballbegeisterten Familie. Ihr Vater Fred Michielsen ist Trainer beim DFS Arnhem, ihr Bruder Pepijn Spieler bei Hellas Den Haag und ihre jüngere Schwester Renske steht im Team von HandbaL Venlo.
Schon im Kindesalter hat Michielsen bei Handbal Breda gespielt, bevor sie im Alter von elf Jahren zu Internos wechselte, wo ihr Vater seinerzeit Trainer war. Zusammen mit ihm wechselte sie 2009 zum HV Nieuwegein und drei Jahre später zu Hellas Den Haag. In den Jahren 2010 bis 2014 wurde sie an der niederländischen HandbalAcademie ausgebildet.
Ab 2014 spielte Michielsen in der Handball-Bundesliga der Frauen, zunächst beim DJK/MJC Trier, von 2015 bis 2017 bei den TusSies Metzingen und ab der Saison 2017/18 bei der HSG Blomberg-Lippe. Neben dem Handball arbeitete Michielsen als Sportlehrerin am Hermann-Vöchting-Gymnasium in Blomberg. Ab der Saison 2020/21 lief sie für den niederländischen Verein HV Quintus auf.
Nach der Saison 2021/22 beendete sie ihre aktive Karriere und wurde als Nachfolgerin von Djordje Stevanovic Trainerin der 2. Herrenmannschaft des HV Aalsmeer.